# 카즈하라 류토
카즈하라 류토(일본어: 数原 龍友, 1992년 12월 28일 ~ )는 일본의 가수이며, GENERATIONS의 보컬이다. 효고현 아마가사키시 출신으로 LDH 소속이다.
가수가 되어 음악 활동에 전념하고 싶어서 고등학교를 중퇴했다. 2010년 2월부터 열린 《VOCAL BATTLE AUDITION 2》에 참가해 파이널리스트가 되지만 떨어졌다. 이후 2011년 7월 19일, GENERATIONS의 후보 멤버가 되었으며, 이듬해인 2012년 4월 17일, GENERATIONS의 정식 멤버로 결정되었다.